# Прапор Пермського краю

Прапор Пермського краю

Прапор Пермського краю є символом Пермського краю. Пермський край утворено 1 грудня 2005 року в результаті об'єднання Пермської області й Комі-Пермяцького автономного округу відповідно до результатів референдуму, проведеного 7 грудня 2003 року. Прапор Пермської області, прийнятий 17 квітня 2003 року, залишився без змін. 

## Опис
Прапор Пермського краю являє собою прямокутне полотнище, розділене білим хрестом на чотири рівновеликі прямокутники: у верхній частині червоного, лазурового (синього) кольору, у нижній — лазурового (синього) і червоного кольору. Білий хрест має ширину смуг 1/4 ширини й 1/6 довжини полотнища. 
У центрі білого хреста зображення герба Пермського краю. Висота зображення герба має 2/5 ширини полотнища прапора. Відношення ширини прапора до його довжини 2:3. Білий хрест — хрест Святого Георгія, заступника Росії. 

### Тлумачення кольорів
Кольори полотнища прапора Пермського краю позначають: червоний, синій, білий кольори узгодяться з етнокультурними особливостями народів, що проживають на території Пермського краю;
- червоний, синій і білий кольори одночасно повторюють колірну гаму прапора Російської Федерації;
- білий — символ чистоти, добра. У прапорі він відбиває мирний побут і чистоту помислів жителів області;
- синій (лазур) — символ краси, м'якості й теплоти людських відносин і символізує великі водні простори Ками, численних річок і озер області;
- червоний — символ хоробрості, мужності й безстрашності жителів краю.